# Calypso (orquídea)
Calypso é um género de orquídeas, que contém uma única espécie, Calypso bulbosa.

## Imagens

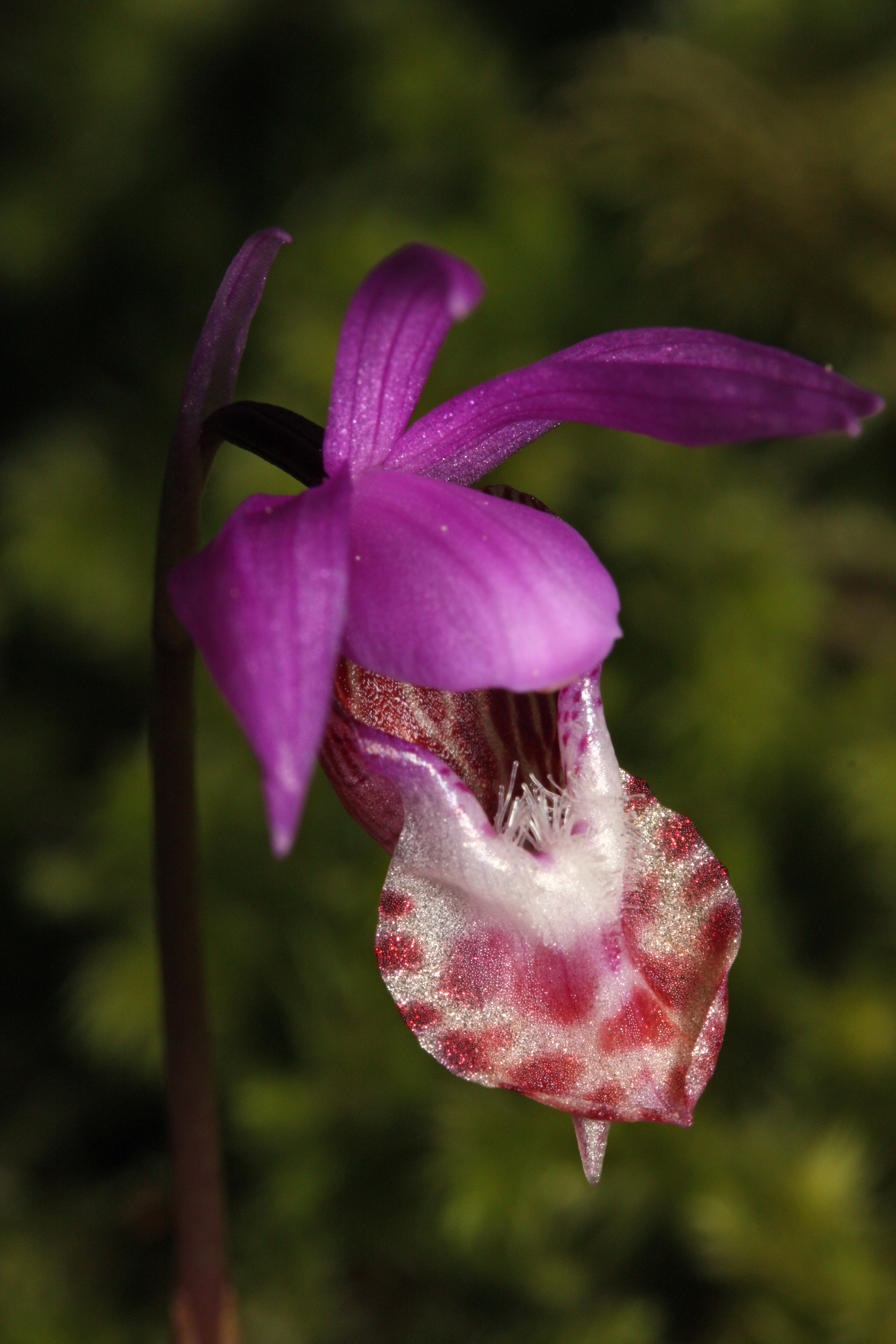
Calypso bulbosa